# Georges Santos
Georges Santos (Marselha, 15 de agosto de 1970) é um ex-futebolista cabo-verdiano de origem francesa. Atualmente, é olheiro do Olympique de Marseille.

## Carreira
Profissionalizou-se em 1991, aos 20 anos de idade, no Beauvais, jogando ainda por empréstimo no US Valenciennes, na temporada 1993-1994, e outras 2 temporadas no Toulon.
Jogou a maior parte de sua carreira no futebol inglês, onde chegou em 1998 para defender o Tranmere Rovers. Teve destaque ao defender Sheffield United e Queens Park Rangers, então na segunda divisão nacional. Também passou por West Bromwich Albion, Grimsby Town, Ipswich Town, Brighton & Hove Albion, Oxford United, Chesterfield (não chegou a entrar em campo), Alfreton Town, Farsley Celtic e Fleetwood Town, seu último clube como jogador.

## Carreira internacional
Francês de nascimento, Santos (pronuncia-se Santôs) optou em jogar pela seleção de Cabo Verde, onde possui raízes. Estreou pelos Tubarões Azuis em setembro de 2002, pelas eliminatórias da Copa das Nações Africanas de 2004, contra a Mauritânia. Jogou outras 3 partidas pela Seleção Cabo-Verdiana até 2004.

## Funções como olheiro
Após 4 anos de aposentadoria, Santos voltou ao futebol em 2013, como olheiro do Manchester City. Exerceu a mesma função no Mallorca e no Olympique de Marseille, onde está até hoje.